# 사립 저스티스 학원
《사립 저스티스 학원: 리전 오브 히어로즈》(私立ジャスティス学園 リージョン オブ ヒーローズ)는 캡콤이 제작한 아케이드 대전 격투 게임이다. 1997년 오락실용으로 처음 출시된 후 1998년 플레이스테이션 콘솔로 이식됐다. 서양판 제목은 《라이벌 스쿨즈: 유나이티드 바이 페이트》이다.
이후 1999년 플레이스테이션 이식판에 수록된 전용 모드 '열혈청춘일기'를 확장한 업데이드판 《사립 저스티스 학원: 열혈청춘일기 2》가 일본에서만 발매됐으며, 2000년 아케이드용 공식 후속작으로 《불타라! 저스티스 학원》이 출시됐다.
2020년 8월 해당 게임의 등장인물 카자마 아키라가 《스트리트 파이터 V》 DLC 시즌 5의 일환으로 플레이어 캐릭터로서 등장하는 것으로 발표됐으며 2021년 여름에 공식 출시됐다.

## 등장 캐릭터
- 태양학원

- 이치몬지 바츠
- 와카바 히나타
- 카다미 쿄스케
- 위원장

- 오륜고등학교: 체육 특성화 고등학교이다.

- 사와무라 쇼마(야구)
- 아유하라 나츠(배구)
- 로베르토 미우라(축구)
- 카루이자와 모모(테니스)
- 나미카와 나가레(수영)

- 퍼시픽 하이스쿨: 외국인 고등학교이다.

- 로이 브롬웰
- 티파니 로즈
- 보먼 델가도
- 히비키 란

- 외도 고등학교

- 카자마 다이고
- 야마다 에이지
- 이스루기 간

- 성순 여학원: 여고이다.

- 카자마 아키라
- 히메자키 아오이
- 키리시마 유리카

- 저스티스 학원

- 시마즈 히데오(국어교사)
- 미나즈키 쿄코(보건교사)
- 넷게츠 하야토(체육교사)
- 이와마노 효
- 이마와노 라이조(교장)

## 반응
일본 잡지 게임 머신 1998년 2월 1일자에서 《사립 저스티스 학원》을 그 해 가장 성공적인 아케이드 게임으로 선정했다.

## 후속
시리즈 기획자 이츠노 히데아키는 2013년부터 세 번째 게임을 만들고 싶다는 의사를 꾸준히 비췄다.

## 참조
1. ↑  영어: Rival Schools: United by Fate